# Tsjervonets

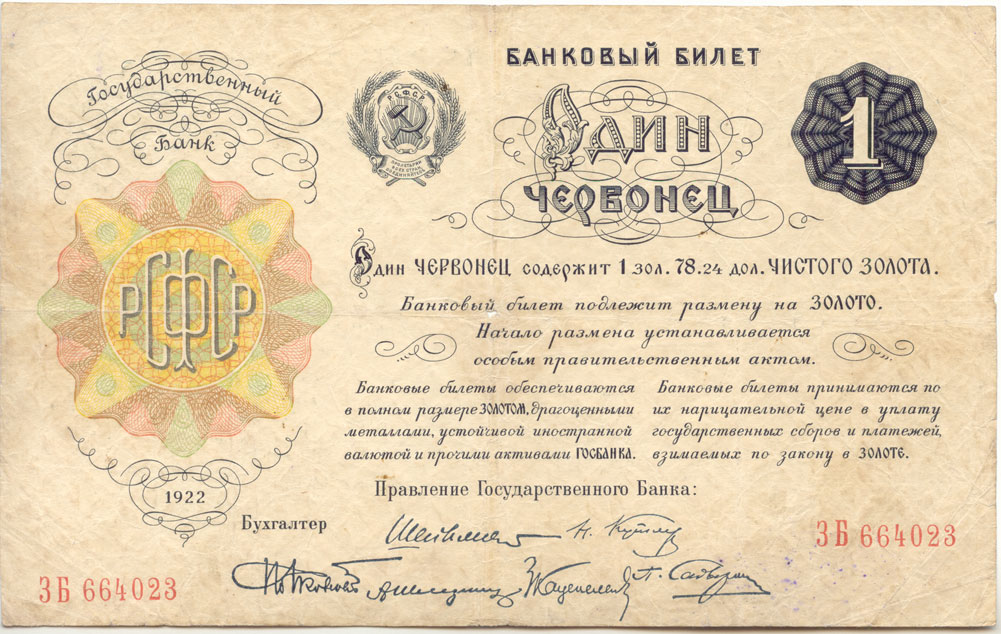
1 tsjervonets-bankbiljet uit 1922

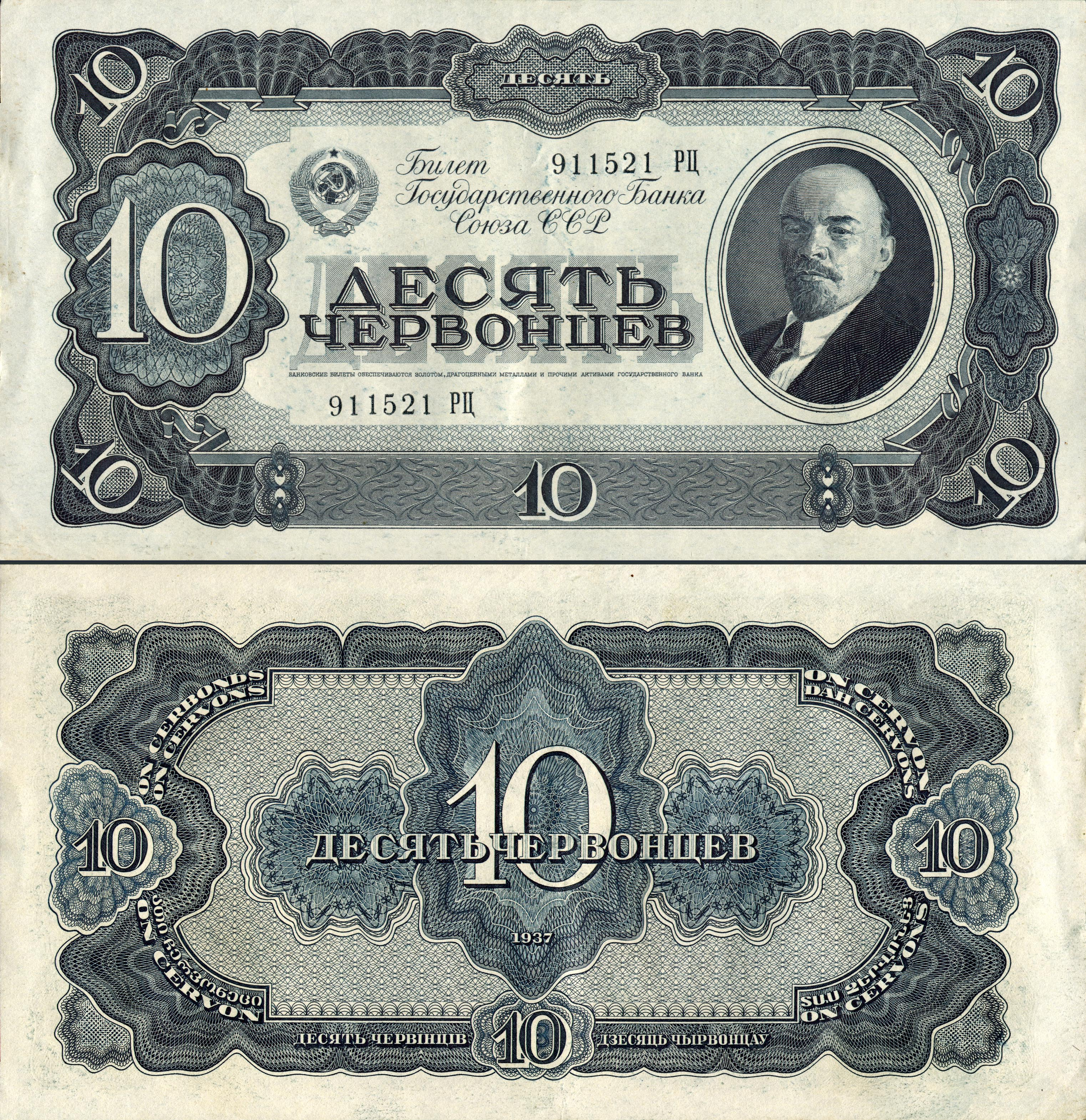
10 tsjervonetsen-bankbiljet uit 1937 met de beeltenis van Lenin

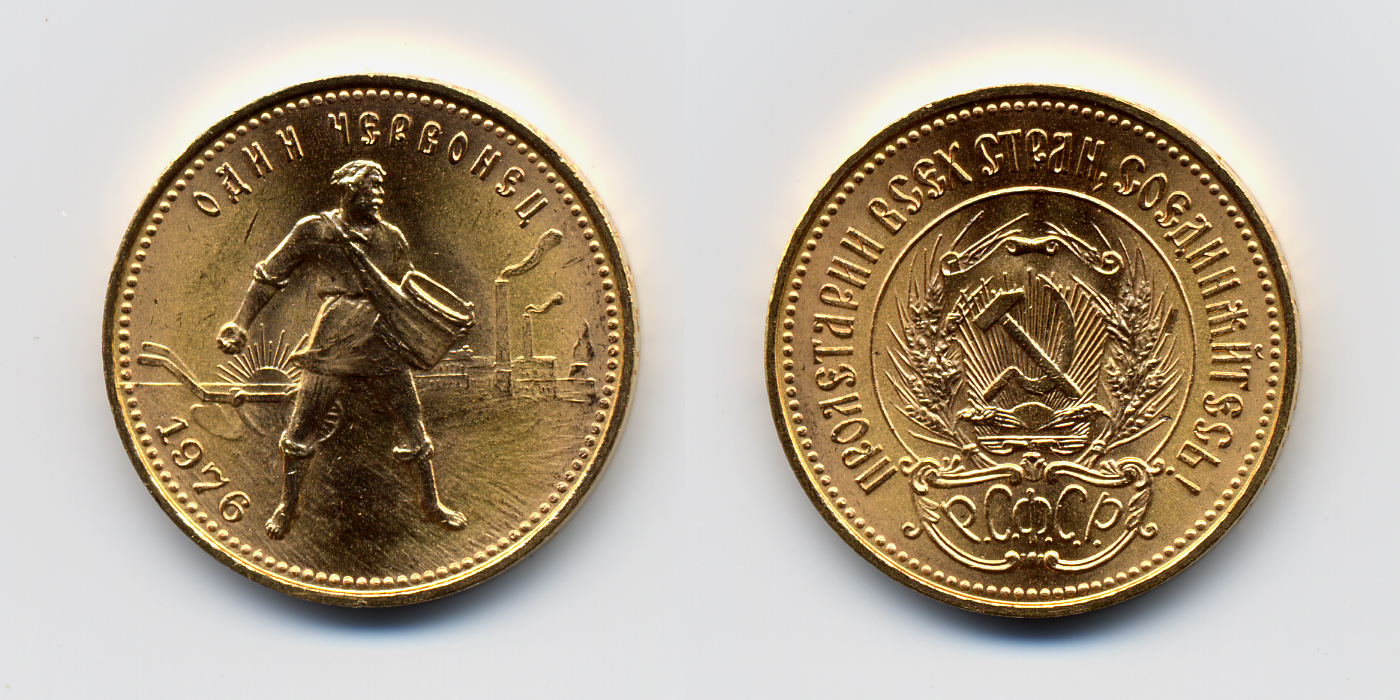
1 Tsjervonets (heruitgave uit 1976)

De tsjervonets (Russisch:  червонец; [tsjervonets], meervoud tsjervonetsev) was een munteenheid in het Russische Rijk en de Sovjet-Unie. Over verschillende perioden had deze een verschillende waarde in Roebels. De naam is afgeleid van tsjervonnoje zoloto (червонное золото), wat "puur goud" betekent.
Voor het rijk van Peter de Grote werd de naam tsjervonets gebruikt voor verschillende buitenlandse gouden munten die in Rusland circuleerden, vooral Nederlandse dukaten en sequinen. In 1701 werden de eerste gouden Russische tsjervonetsen geïntroduceerd met hetzelfde gewicht (3,47 gram) en legering (986 duizendste) als de dukaat. Tsjervonetsen werden geslagen tot 1757, toen ze werden vervangen door de gouden roebel (met een lagere legering) en vervalsingen van de Nederlandse dukaat, die volledig voorzagen in de vraag naar gouden munten voor de handel.
In 1922 introduceerde de Sovjetregering een nieuwe munteenheid met de naam tsjervonets om de hyperinflatie te doen stoppen en om de chaos die was ontstaan in de geldstandaard tijdens de burgeroorlog te beteugelen. In deze periode circuleerde een groot aantal muntsoorten, zoals de keizerlijke roebel, kerenki en sovznaki. De gouden munten werden geslagen (8,6 g, 900 duizendste) in grote hoeveelheden en maakten de NEP mogelijk. Voor het begin van de industrialisatie werd haar waarde vastgesteld op 10 roebel en stopte de productie van gouden munten.
In 1937 verscheen voor het eerst het portret van Lenin op de tsjervonetsbankbiljetten. Na de monetaire hervormingen van 1947 werd de tsjervonets afgeschaft.
Voor en na de Moskouse Olympische Zomerspelen van 1980 werd een groot aantal tsjervonetsen geslagen voor souvenirs en handelsactiviteiten.